# Акадијски француски
Акадијски француски (фр. Le français acadien) је дијалект француског језика који се говори у Акадији, тј. атлантским провинцијама Канаде, и мање у Квебеку и америчкој држави Мејн. Овај дијалекат се развијао 400 година од времена француске колонизације Америке. Неке карактеристике акадијског француског су нове, а неке су архаичне и сличне језику из времена Раблеа и Молијера. Један је од од два званична језика покрајине Њу Бранзвик, уз атлантски дијалекат енглеског језика.
Каџунски француски, дијалекат француског којим се говори у Луизијани, потекао је из акадијског француског. То је због тога што су тамо протерани поражени француски побуњеници 1755. И сама реч „каџун“ потиче од акадијског начина изговора речи „Акађански“, "кадијен" (фр. cadien). 
Необично је да акадијски показује велику сличност са географски веома удаљеним џерзијанским језиком (нормански дијалект острва Џерзи). Рецимо: nous avons eu (стандардни фр.), j'avons ieu (џерзијански), j'avions eu (акадијски), имали смо (српски превод). 
Акадијски француски је потекао од језика региона Анжу и Поату у Француској. Неке задржане карактеристике старог француског су алвеоларно р (r) и треће лице множине глагола са -ont, пример: ils mangeont уместо стандардног ils mangent (у акадијском се последњи слог изговара). 
Овај дијалекат није лако разумљив ни за говорнике квебечког, ни за говорнике стандардног француског језика.